# 华高野青茅
华高野青茅（学名：Deyeuxia sinelatior）为禾本科野青茅属下的一个种。

## 扩展阅读
維基物種上的相關：华高野青茅